# Patim
Patim (Crioulo cabo-verdiano, ALUPEC: Patin, Crioulo do Fogo: Patim) é uma aldeia (quase vila) do município de São Filipe na parte central da Ilha do Fogo, em Cabo Verde.
É uma zona muito popular da ilha do Fogo. Dos principais pontos desta zona são de destacar: Esplanada Nova Aurora (bar/boîte), Mini-Mercado Poupança (Cá Basé) e a via principal que dá acesso às outras localidades do sul, conhecida como "Canal". Patim está situada entre duas grandes ribeiras: uma do lado noroeste, chamada "Rubera Bidjal" (Ribeira Vilhal) e a outra situada a sudeste chamada "Rubera Tchad'Antoni" (Ribeira Chade Antonio).
A precipitação anual média é de 162,6 mm.

## Vilas próximas ou limítrofes
- Monte Grande, norte
- São Filipe, oeste